# 戟叶石韦
戟叶石韦（学名：Pyrrosia hastata）为水龙骨科石韦属下的一个种。